# Església fortificada
Una església fortificada és una església que es construeix per tenir una funció defensiva en temps de guerra. Aquestes esglésies van ser especialment dissenyades per incorporar característiques militars, com ara murs gruixuts, crestes i espitlleres.
D'altres, com la catedral d'Àvila, es van incorporar a la muralla de la vila. Les comunitats monàstiques, com el monestir de Solovki, sovint estan envoltades per una muralla, i algunes esglésies, com la de Sant Arbogast a Muttenz, Suïssa, també tenen un mur exterior. Les esglésies amb defenses externes addicionals, com ara murs cortina i torres de muralla, sovint s'anomenen més específicament esglésies fortalesa o Kirchenburgen (literalment "castells de l'església").
La majoria de les esglésies fortificades es poden trobar a parts d'Europa on hi havia molta guerra cos a cos, per exemple a la regió de Dordonya de França, lluitada per França i Anglaterra a l'època medieval, i a Transsilvània, durant les invasions otomanes. També es van construir esglésies fortificades en llocs controlats pels imperis colonials, com una a les Filipines a l'escenari del setge de Baler.

## Belarús
Encara que moltes esglésies fortificades de diversos estils existien a les terres de Belarús, només un grapat va sobreviure fins al present. Les més famoses inclouen les esglésies cristianes ortodoxes a Muravanka i Synkavichy, així com les esglésies fortificades catòliques a Kamai i Ishkold'. A més de les esglésies cristianes, Belarús també té les ruïnes de diverses sinagogues fortificades, de les quals la sinagoga principal de Bykhaw és la més notable.

## França

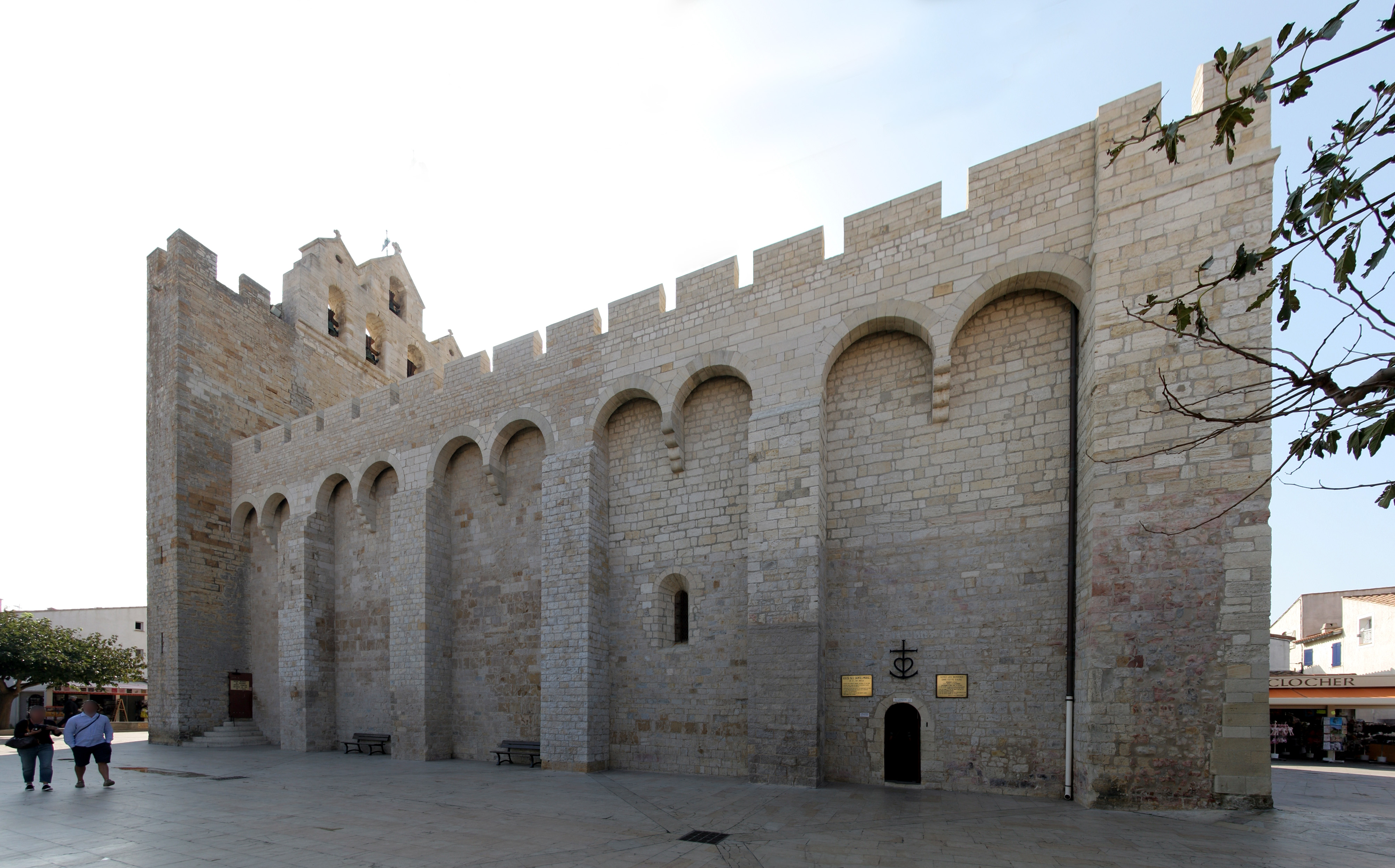
Església de les Saintes Maries de la Mer

Unes 65 esglésies fortificades es troben a la regió de Thiérache, al nord de França, prop de la frontera amb Bèlgica.

## Alemanya
S'han conservat diverses esglésies fortificades, especialment als estats alemanys de Baden-Württemberg, Baviera i Hesse. Exemples són les esglésies de Kleinbreitenbach a Plaue, Kößlarn, Grafengehaig, Großrückerswalde, Mittelsaida, Buchenbach / Erlangen, Kriegenbrunn / Erlangen, Morsbach / Künzelsau, Espendfeld / Arnstadt, Finkenbach-Gersweiler, St. Wolfgang en Rothenburg, i l'església fortificada de Wenkbach.

## Irlanda
Diverses esglésies fortificades sobreviuen de l'època medieval, com ara l'Església de l'Hospital (Cavallers Hospitalaris), l'Església de Taghmon, l'Església Antiga de Santa Maria, Clonmel i l'Església de Sant Finian, Newcastle.

## Polònia
Un rar exemple supervivent d'església fortalesa utilitzada amb finalitats defensives és l'església de Sant Andreu a Cracòvia, un dels edificis romànics més antics i millor conservats de Polònia. Situat al carrer Grodzka, va ser construït per un medieval polonesa d'Estat Palatino Sieciech en 1079-1098. Sant Andreu va ser l'única església romànica de Cracòvia que va resistir l'atac mongol de 1241.

## Portugal
Algunes esglésies, monestirs i catedrals medievals fortificades sobreviuen a Portugal. Aquests edificis es van construir en estil romànic o gòtic. Exemples romànics són la catedral de Lisboa i la catedral vella de Coimbra. Exemples gòtics són l'Església de Leça do Balio i la Catedral de Guarda.

## Romania
La regió del sud-est de Transsilvània a Romania compta amb un nombre més elevat d'esglésies fortificades existents dels segles XIII al XVI. Més de 150 pobles de la zona compten diversos tipus d'esglésies fortificades, set d'elles incloses al Patrimoni Mundial de la UNESCO amb el nom de Pobles amb esglésies fortificades a Transsilvània.

## Rússia
Les esglésies medievals de pedra calcària de Rússia de vegades s'assemblaven a torres i es podien utilitzar amb finalitats defensives. Almenys tres esglésies a les regions de Moscou i Tver s'han descrit com a estructures defensives construïdes expressament: és a dir, l'església de Kamenskoye, l'església de Gorodishche i l'església de Gorodnya.

## Eslovènia
Durant les guerres otomanes i dels Habsburg des de finals del segle xv fins a finals del segle xvii, les terres eslovenes van ser sotmeses a constants incursions otomanes, que van assolir el seu punt àlgid a finals del segle xv i principis del XVI. Durant aquest període, unes 300 esglésies de poble es van fortificar al territori de l'actual Eslovènia, amb altres 50 a la zona veïna del sud de Caríntia.
Eren coneguts com a tabors (que en eslovè modern significa "campament"). Una dotzena d'aquestes esglésies queden avui, les més famoses de les quals són l'església de la Santíssima Trinitat a Hrastovlje, la muntanya de Santa Maria prop de Ljubljana i Podbrezje a l'Alta Carniola.
En alguns casos, pobles sencers van ser fortificats. Els exemples restants són Šmartno als turons de Gorizia i Štanjel.

## Regne Unit

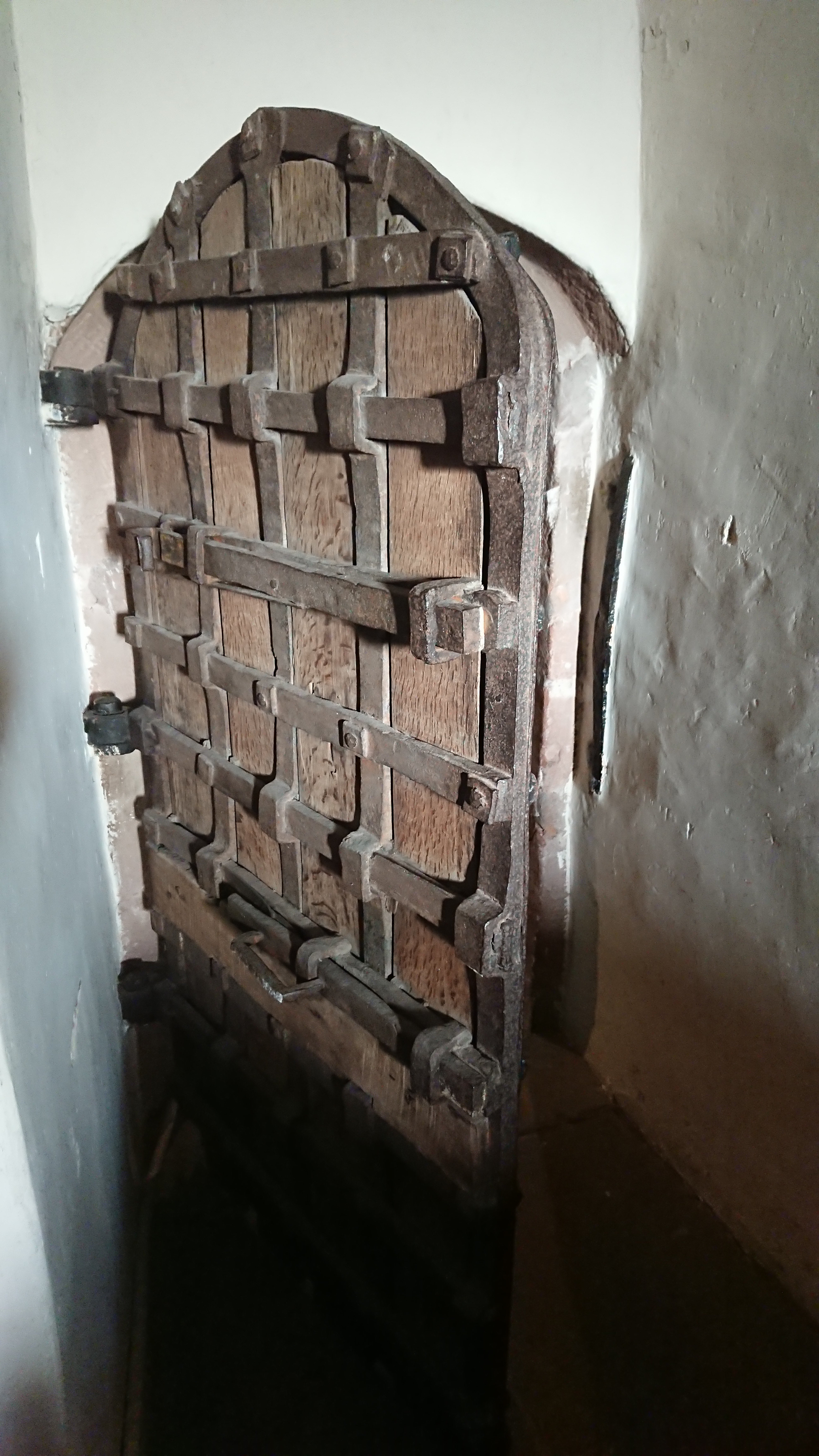
Yett o porta amb reixes de ferro a l'església de St Cuthbert a Salkeld, Cumbria, que vigila l'accés a la torre.

Hi ha diverses esglésies fortificades medievals prop de la frontera anglo-escocesa, on la defensa va ser una consideració important fins al segle xvii, quan Anglaterra i Escòcia es van unir en unió personal sota el rei Jaume VI i I. Tots Sants de Boltongate a Cumbria és una església fortificada amb un sostre de volta de pedra ignífug. També a Cumbria, l'església de Sant Miquel de Burgh by Sands té una torre defensiva i originalment en tenia dues. La torre oest conserva el seu yett, una porta feta de barres de ferro entrellaçades per repel·lir els atacants. Un encara més formidable es pot veure a l'església de Sant Cuthbert, a Salkeld, on la planta baixa de la torre té una volta de túnel i suporta una llar de foc a sobre, la qual cosa permet que la torre sigui habitable com a lloc de refugi. La torre de l'església de Sant Joan Baptista a Newton Arlosh també té una volta de túnel amb finestres molt petites i no té cap porta exterior al cementiri. L'entrada era a l'interior al nivell del primer pis.
També es poden trobar torres defensives a la frontera entre Anglaterra i Gal·les, per exemple l'església de St Michael, a Garway, Herefordshire.

## Galeria

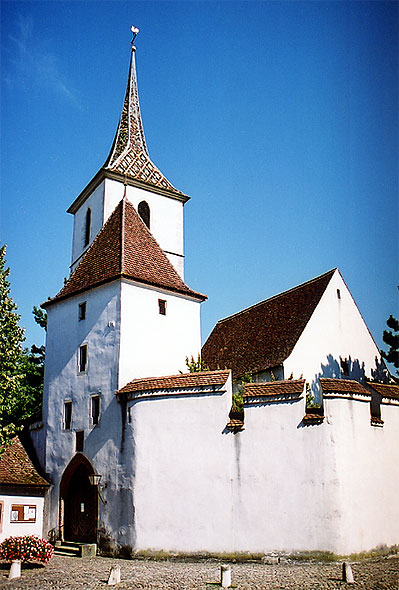
Església fortificada a Muttenz, Suïssa
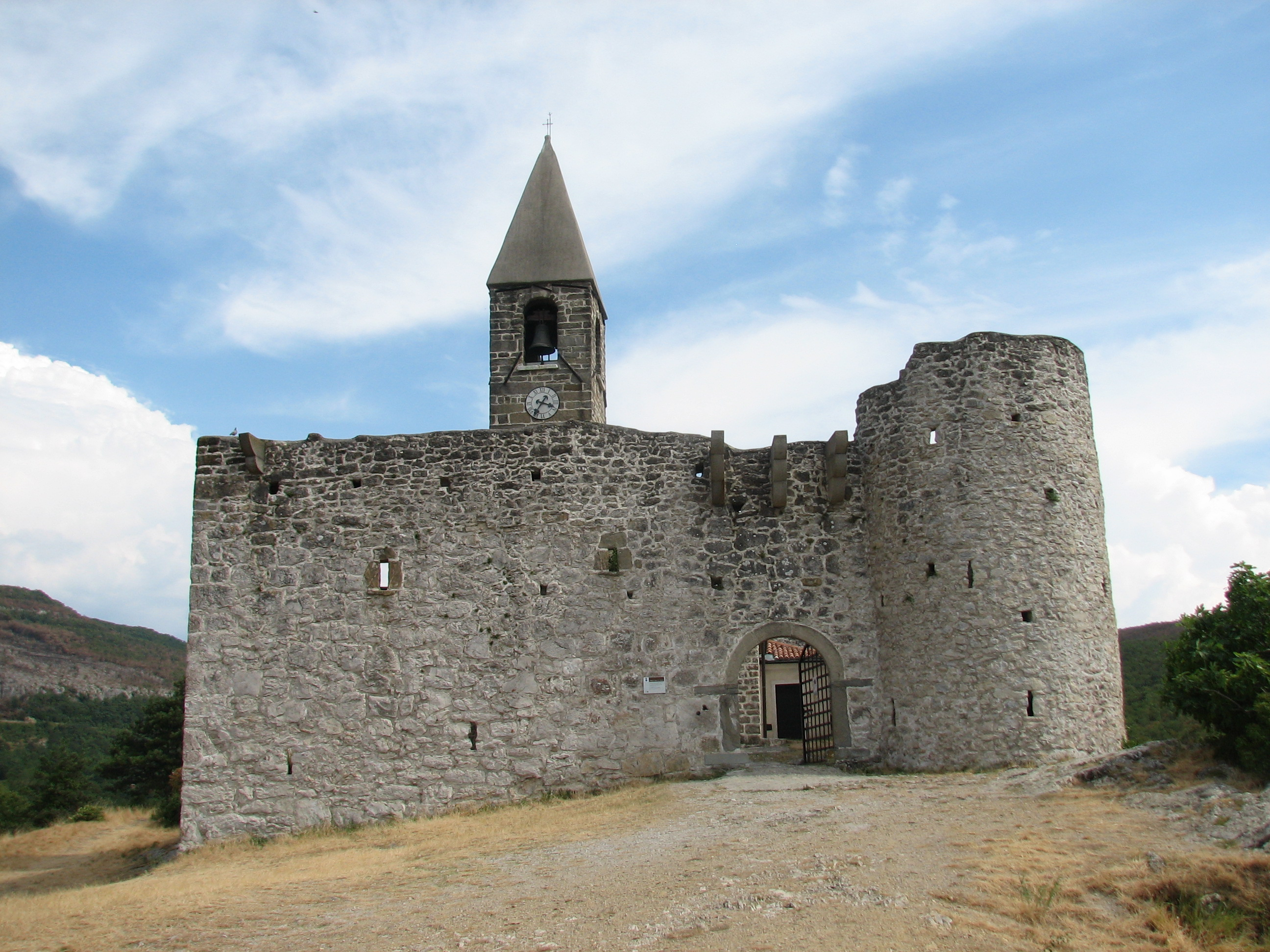
Església de la Santíssima Trinitat a Hrastovlje, Eslovènia
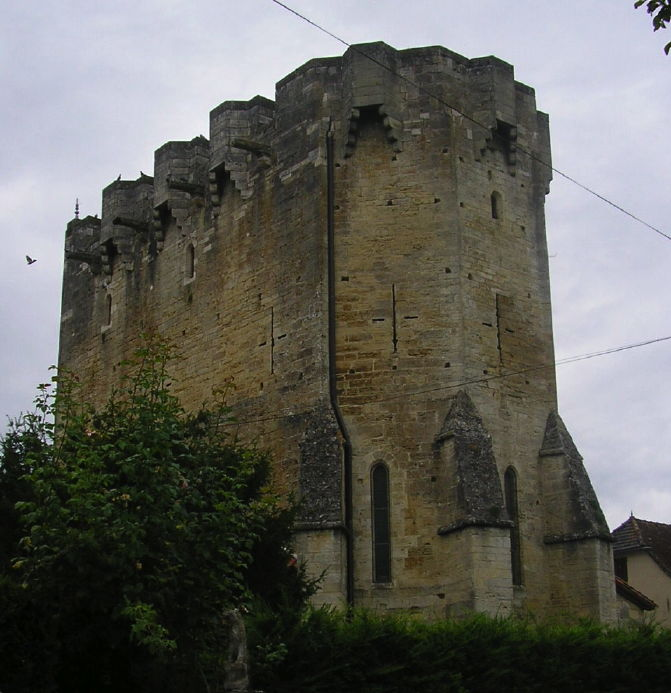
Castell-església de Rudelle, França
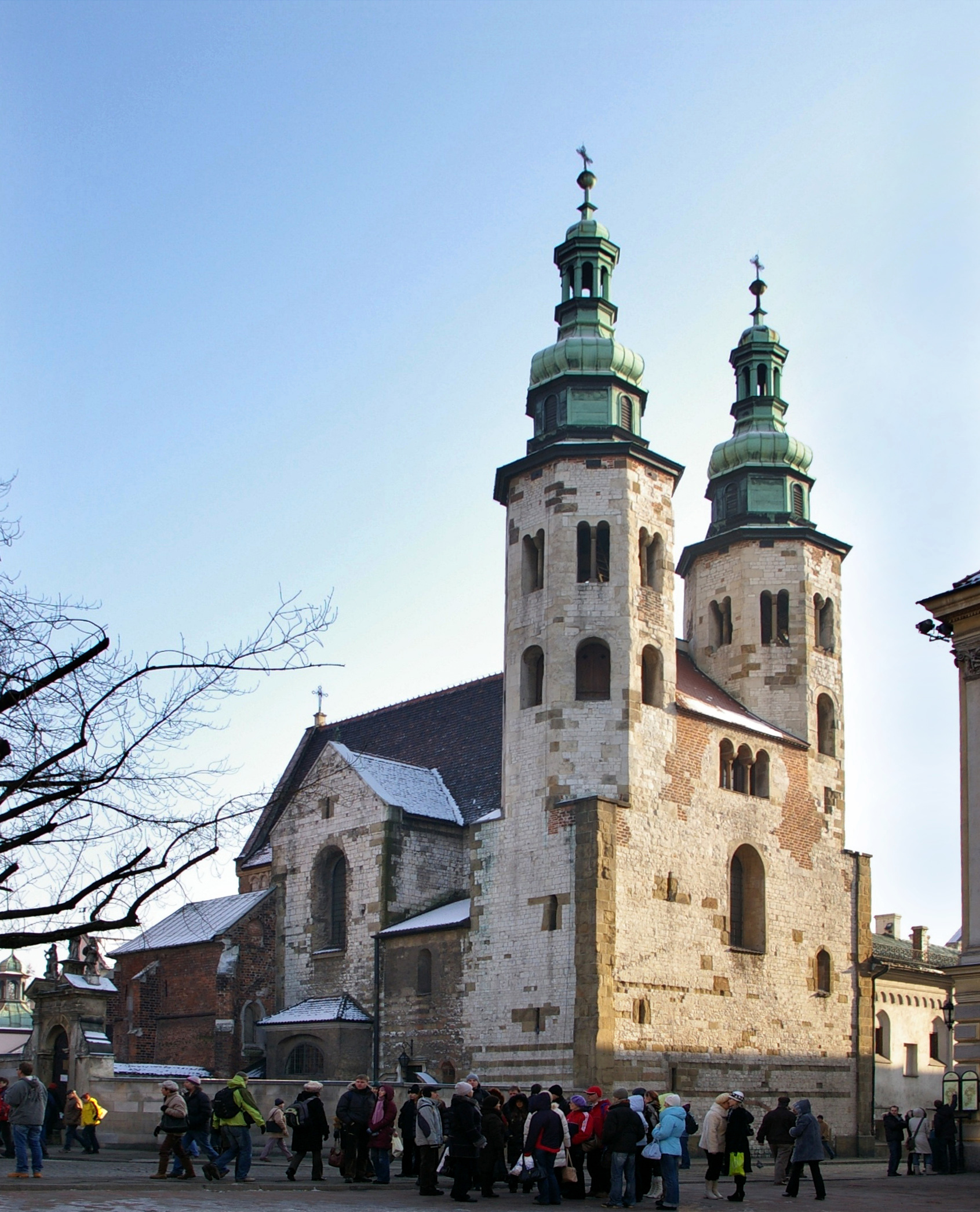
Església de Sant Andreu, Cracòvia, Polònia
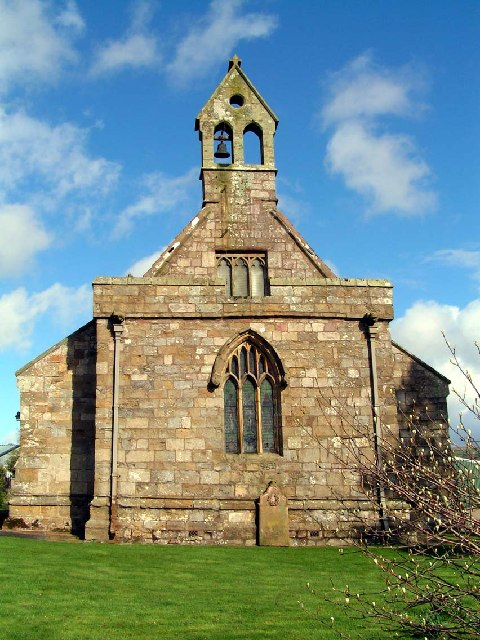
Església de Tots Sants, Boltongate, Anglaterra, amb parapet defensiu
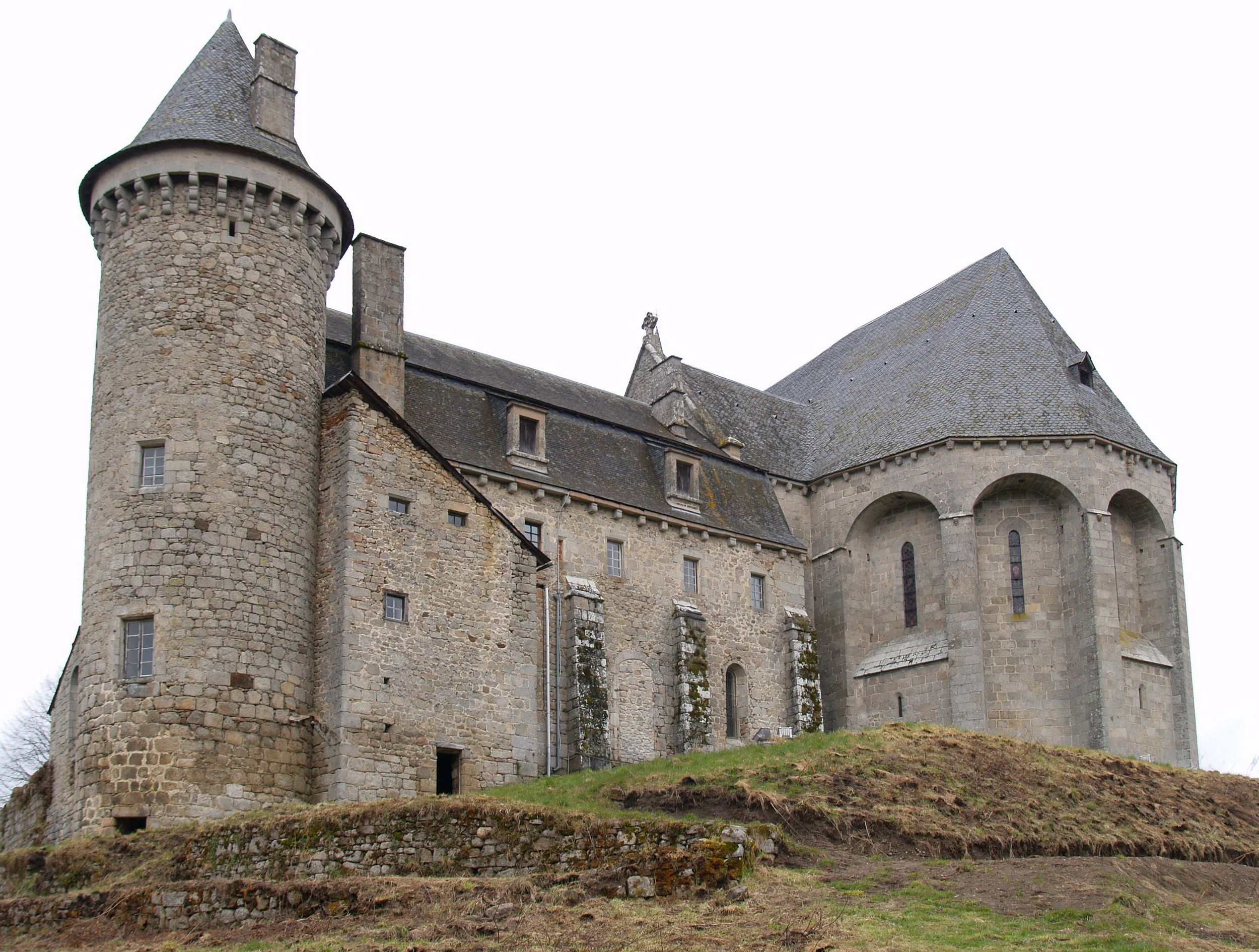
Església fortificada a Saint-Angel, Corresa, França.
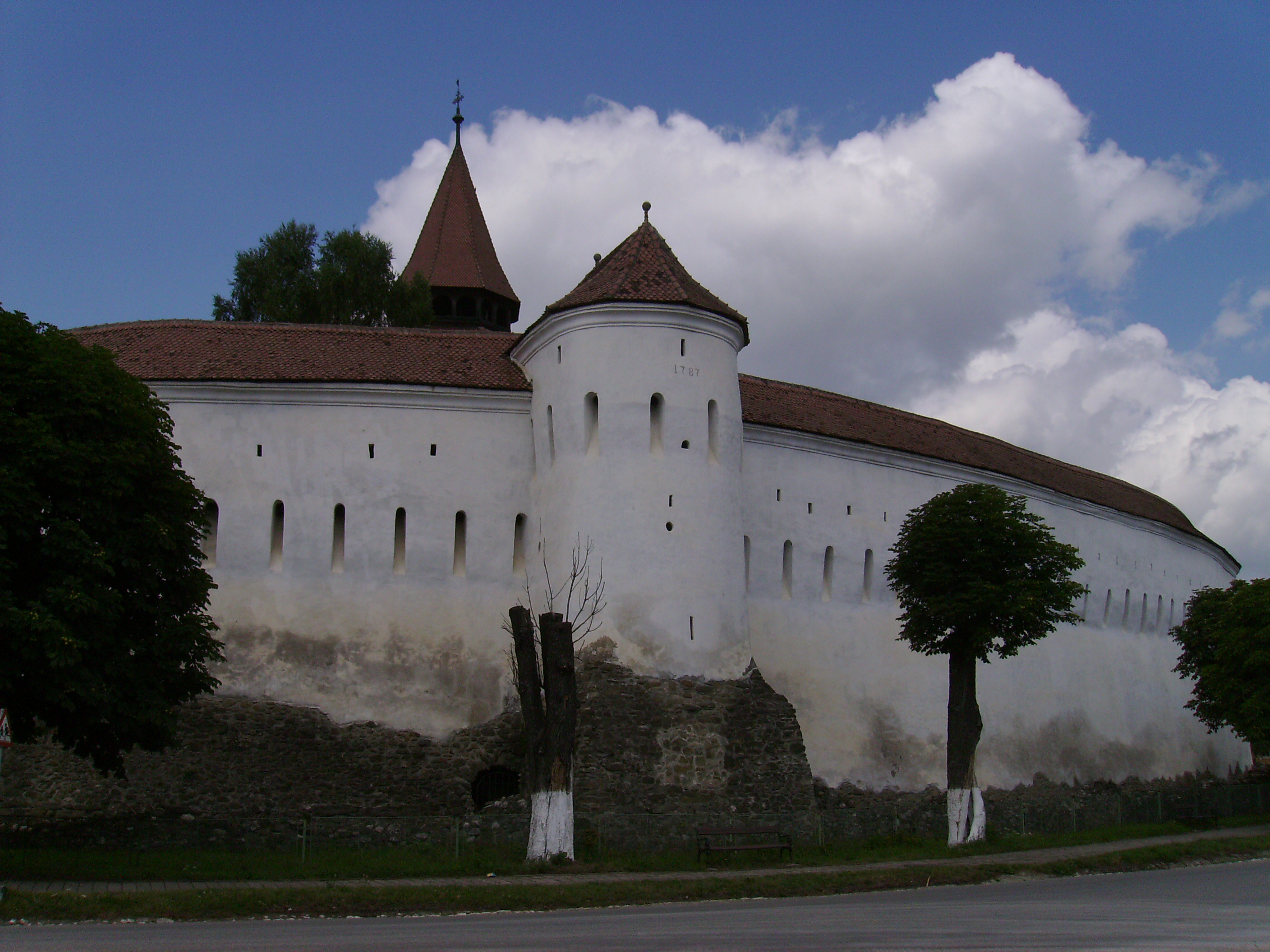
Església fortificada de Prejmer, Romania
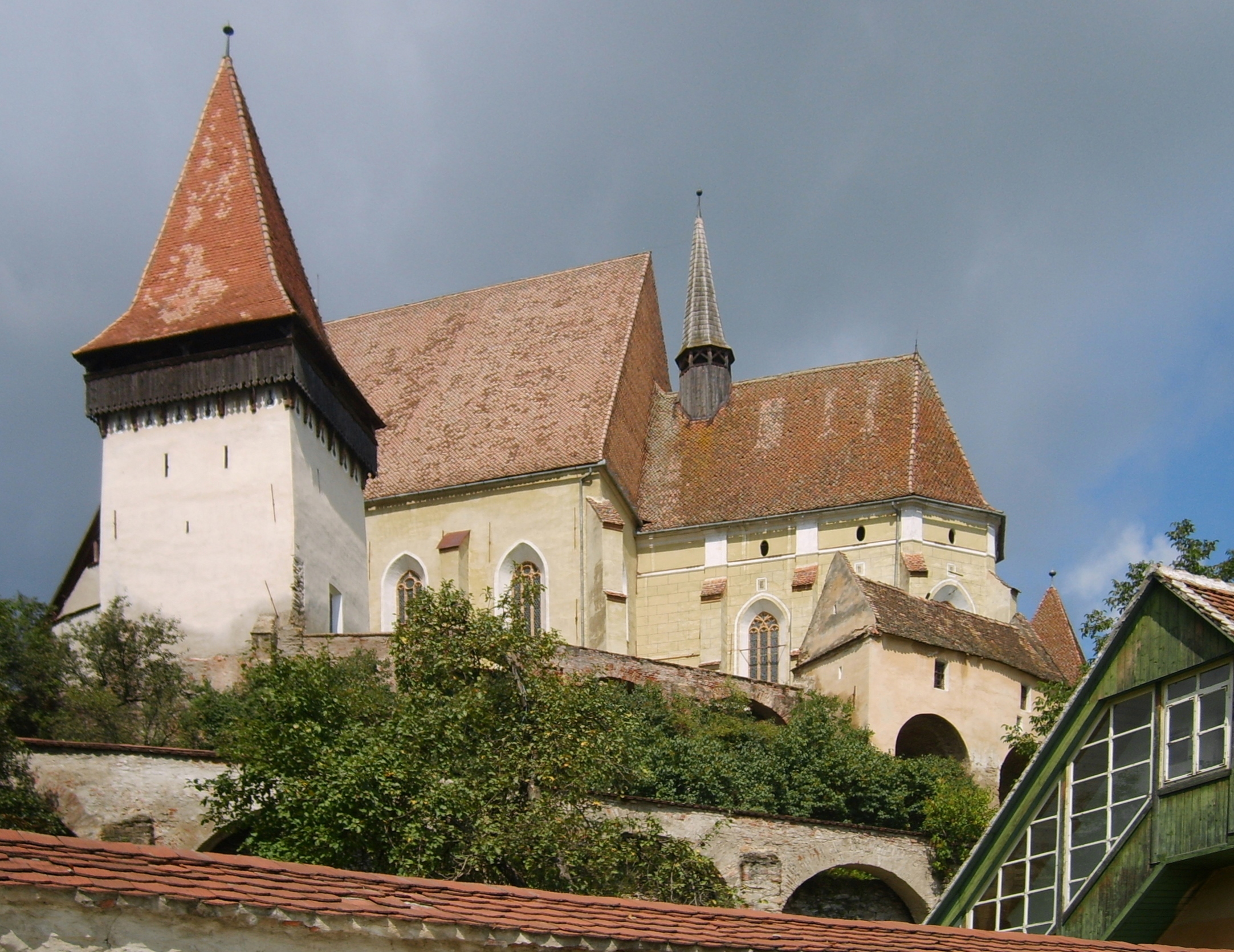
Església fortificada de Biertan, Romania
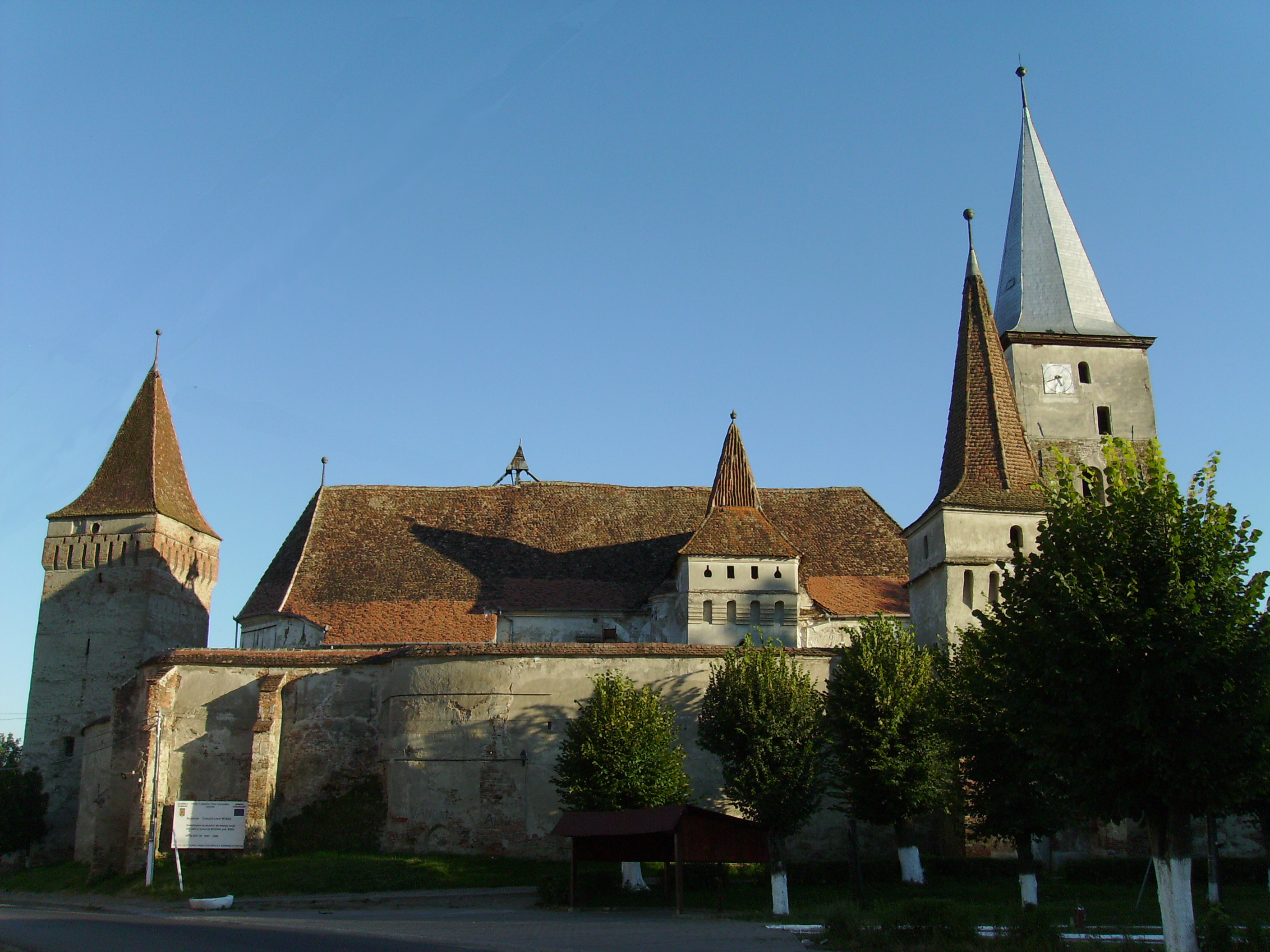
Església fortificada de Moşna, Romania
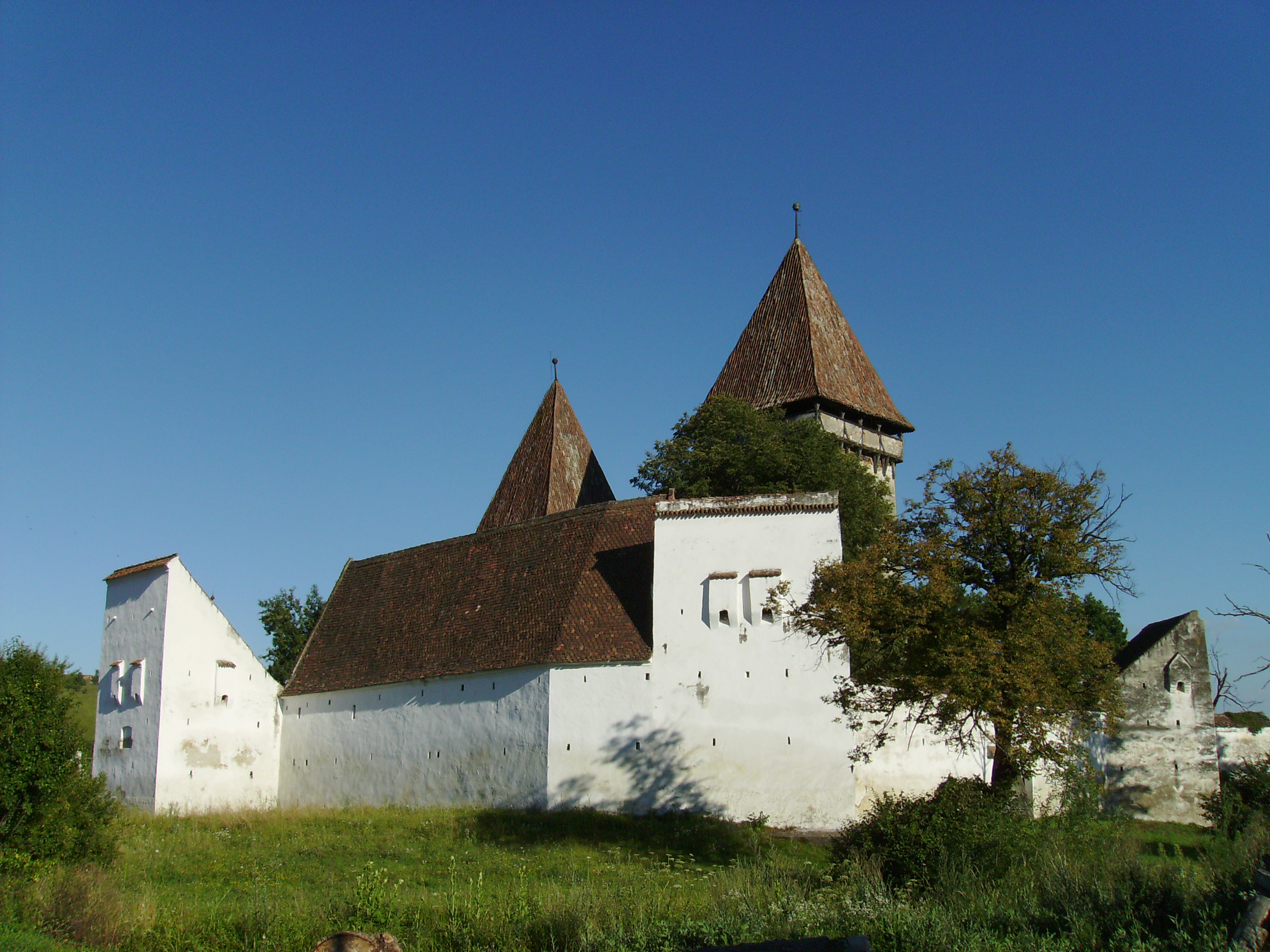
Església fortificada de Dealu Frumos, Romania
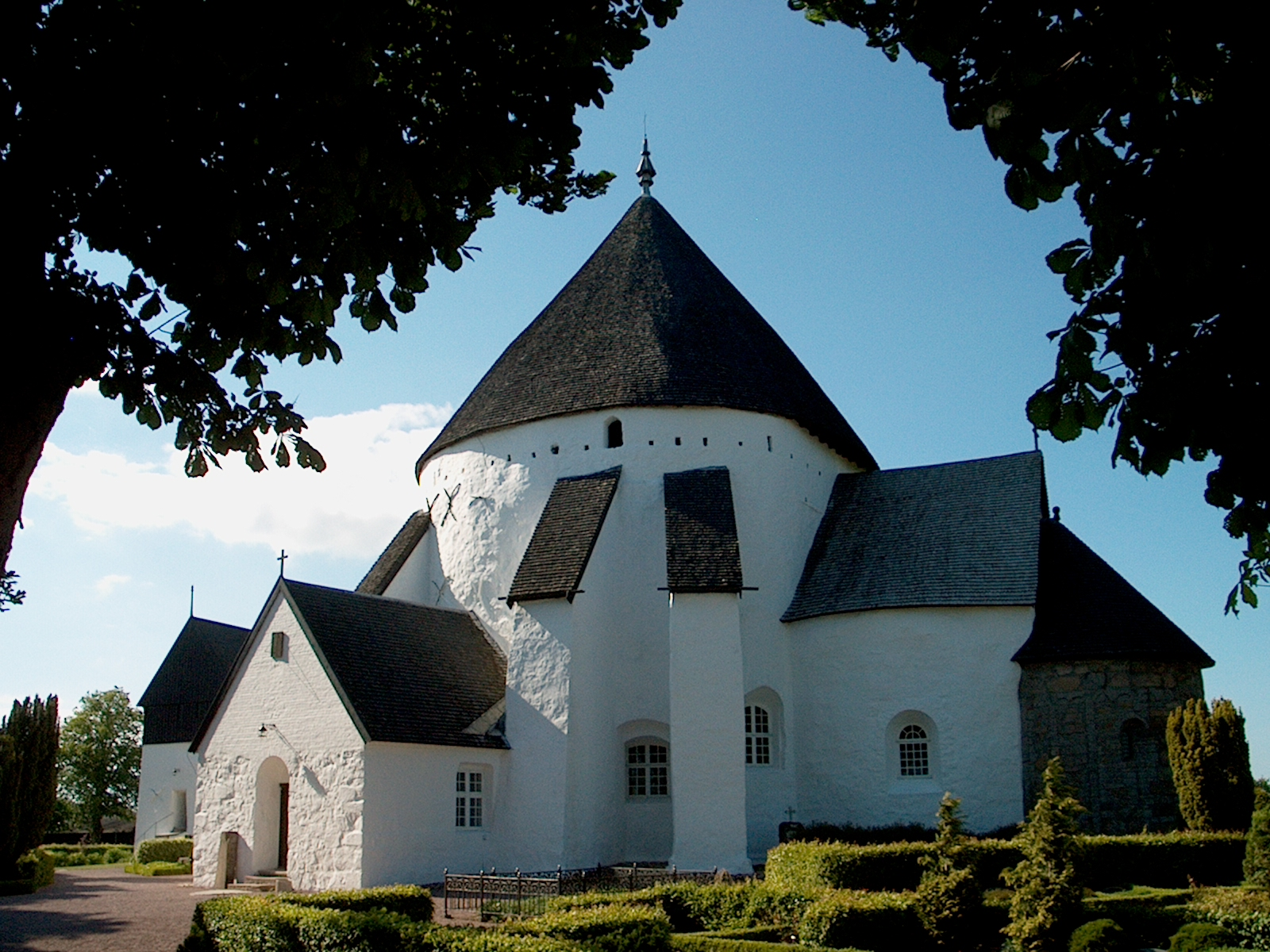
Església d'Østerlars a Bornholm, Dinamarca
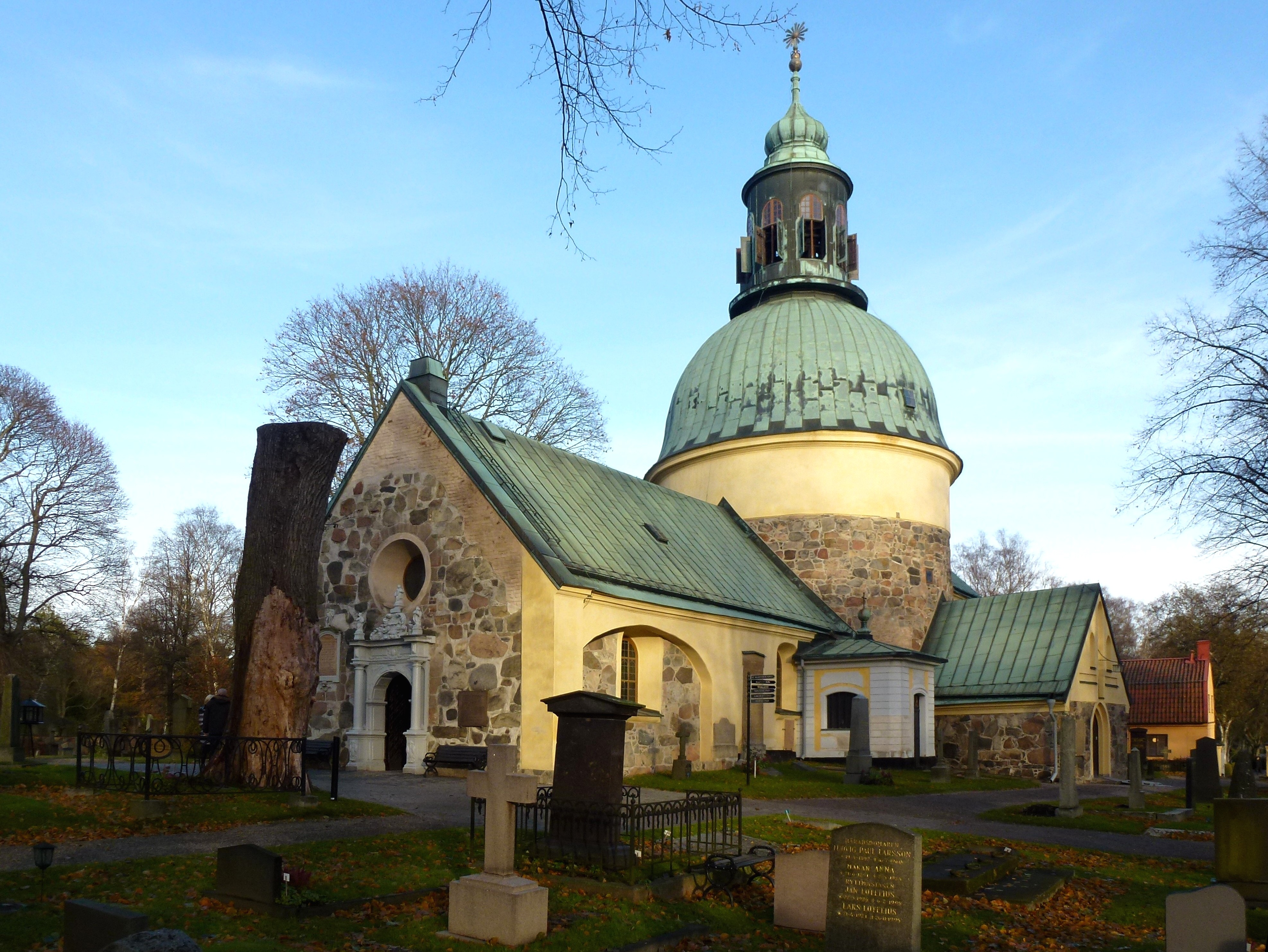
Església de Solna prop d'Estocolm, Suècia
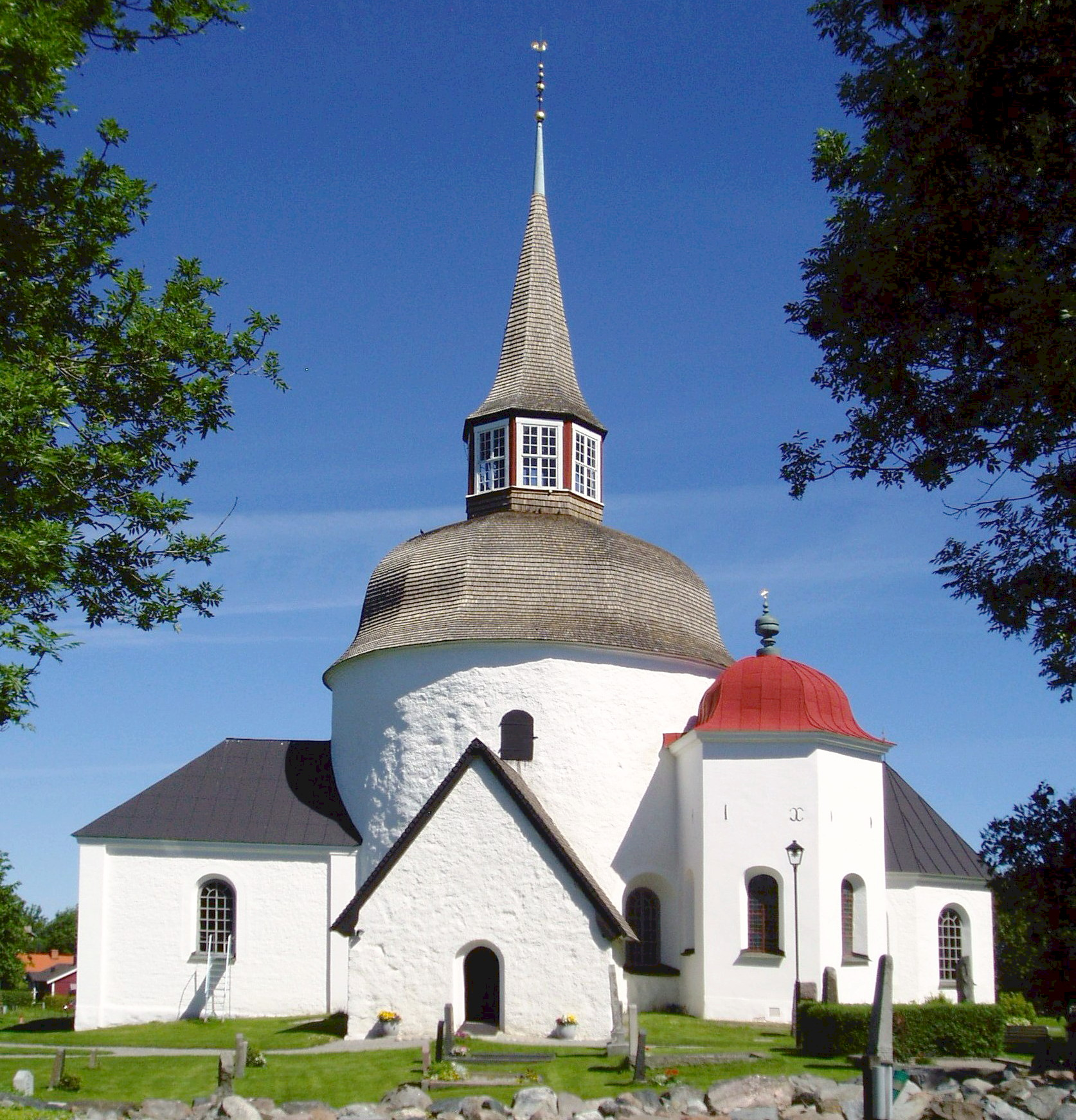
Església de Munsö, Suècia
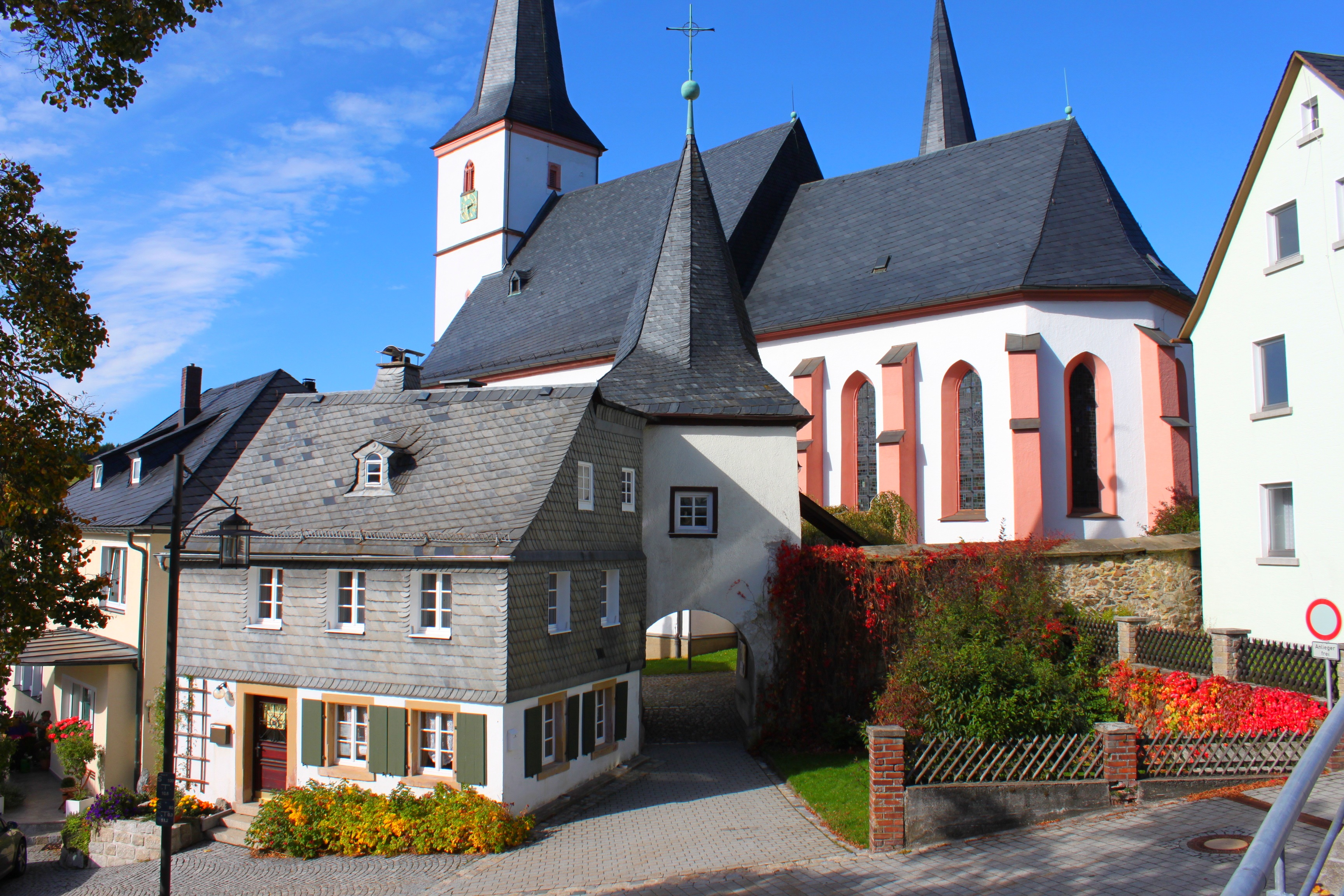
Església fortificada de Grafengehaig, Baviera
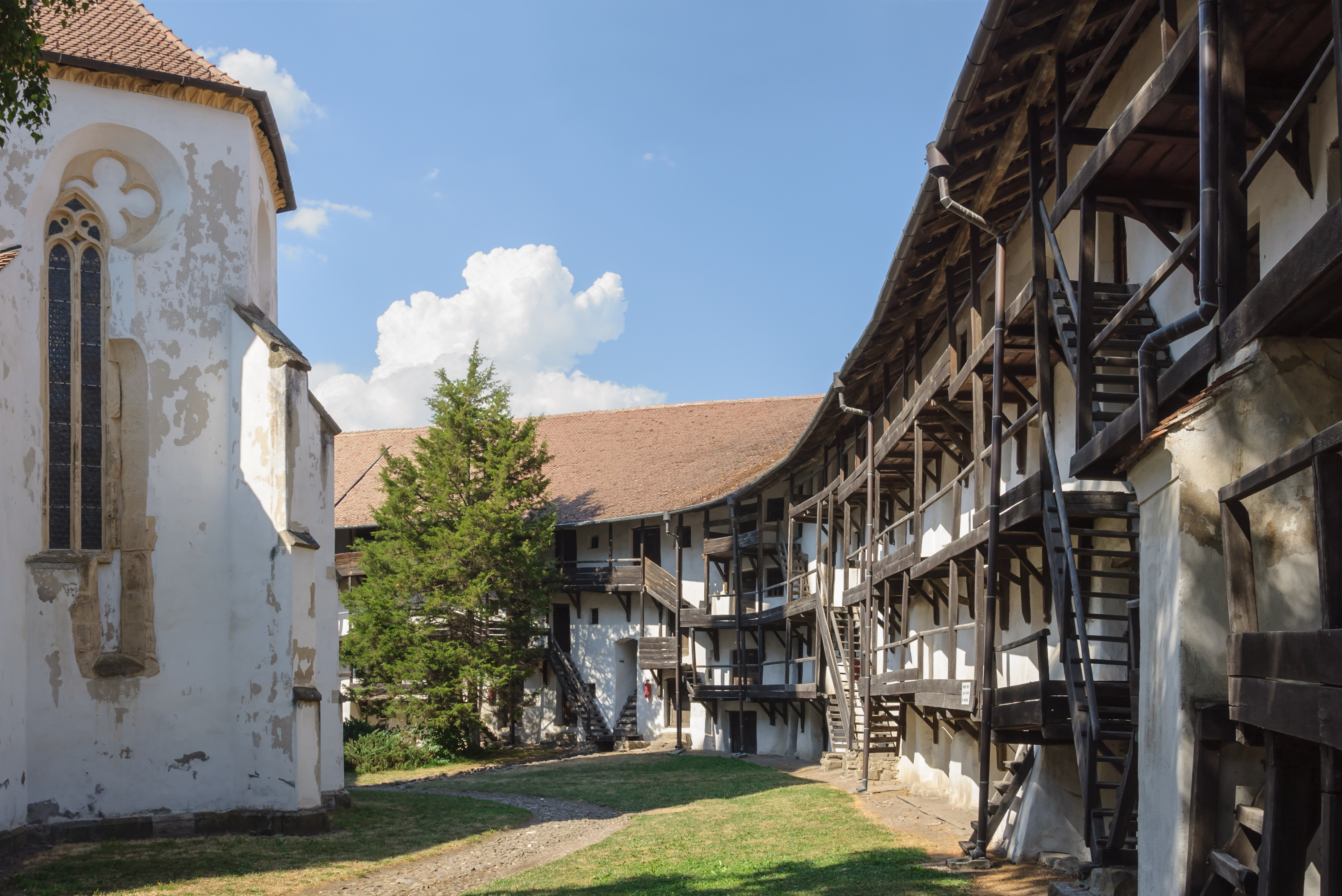
Pati de l'església fortificada de Prejmer, Romania
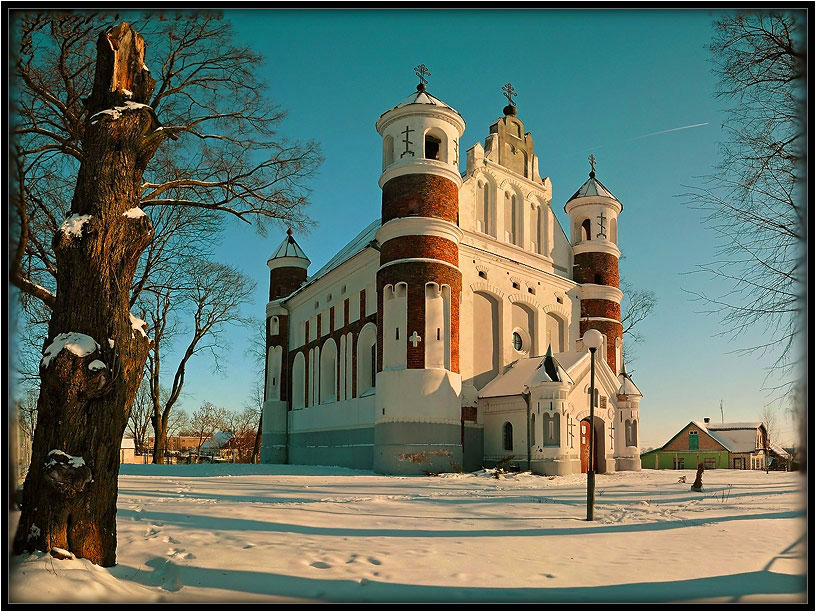
Església fortificada a Muravanka, Belarús
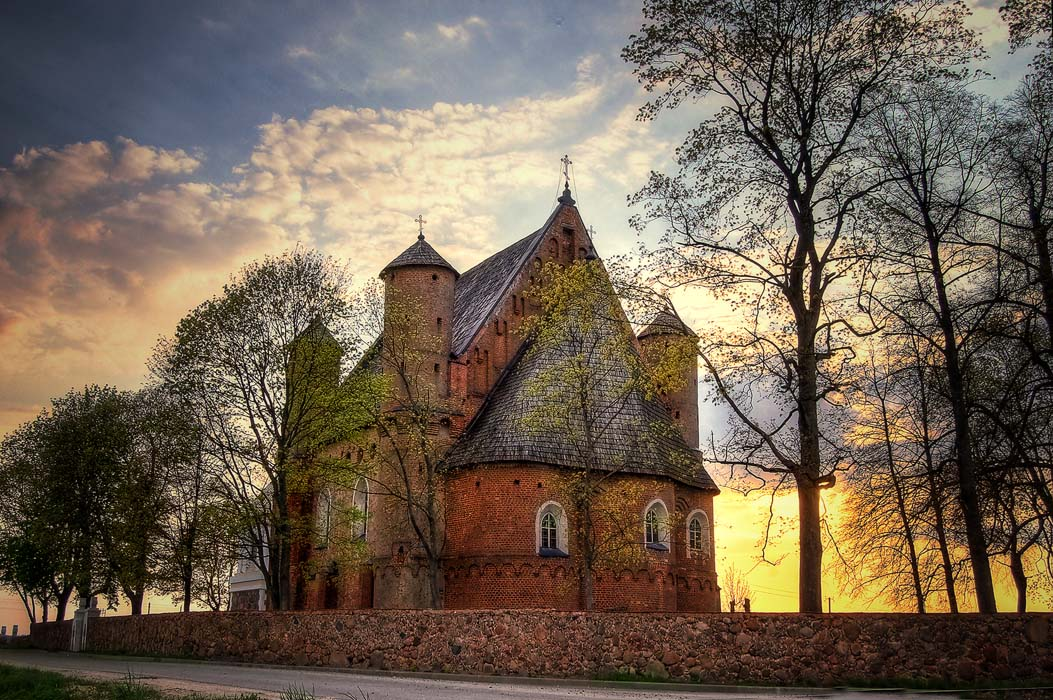
Església fortificada a Synkovichi, Belarús
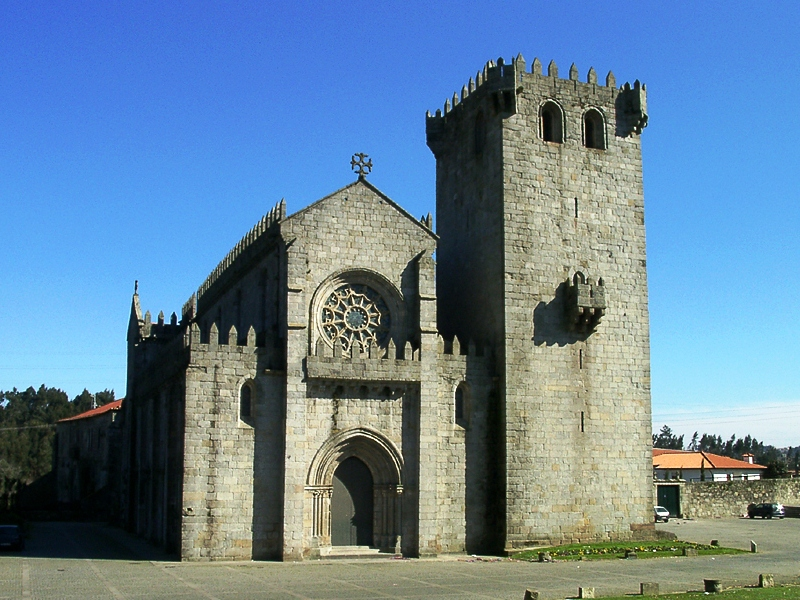
Església fortificada de Leça do Balio, Portugal
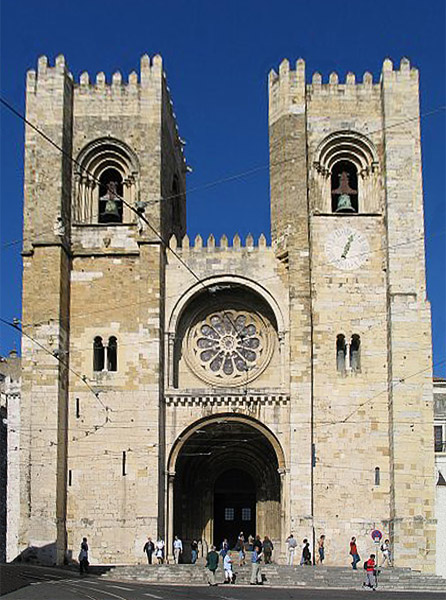
Catedral fortificada de Lisboa, Portugal
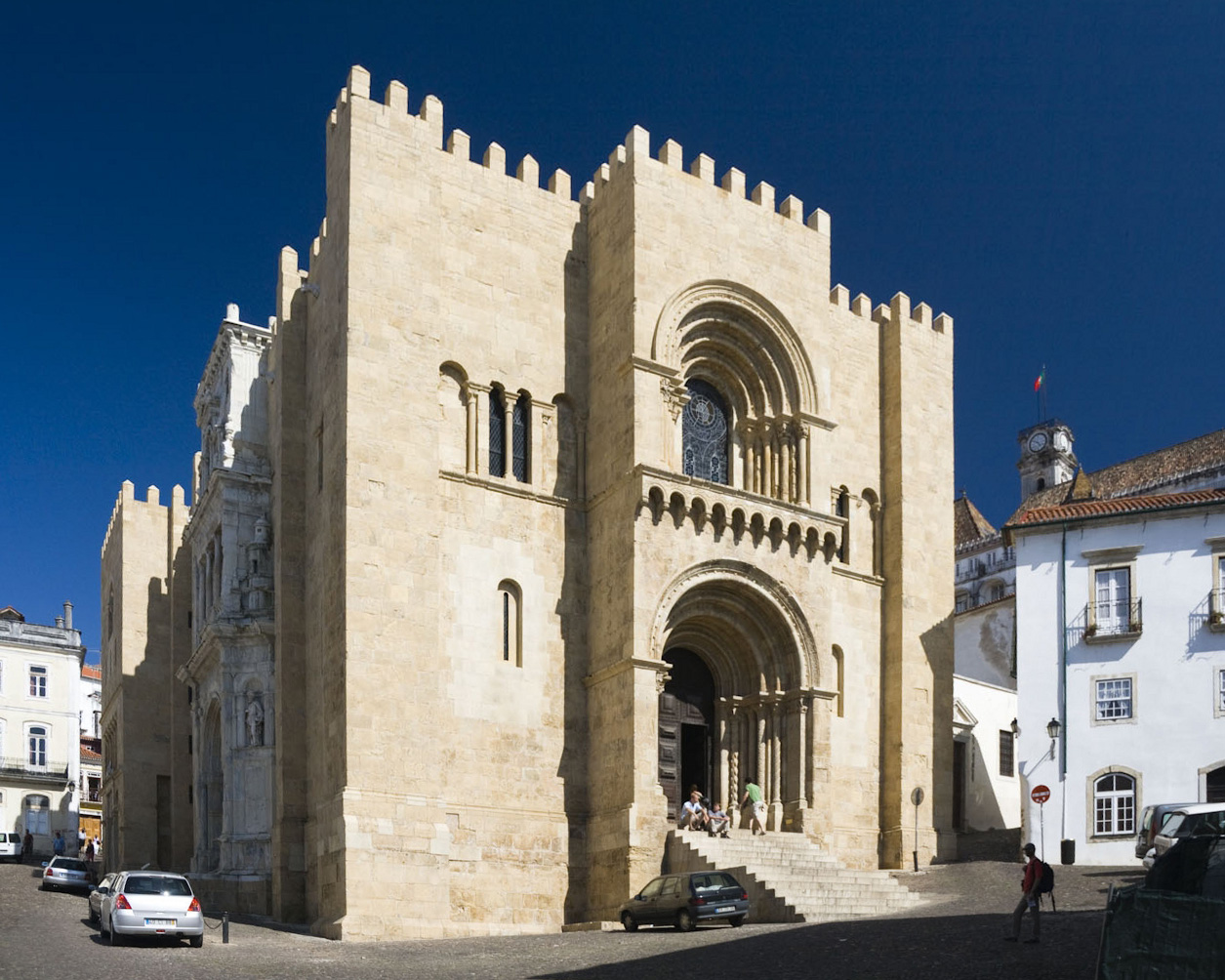
Catedral Vella fortificada de Coïmbra, Portugal
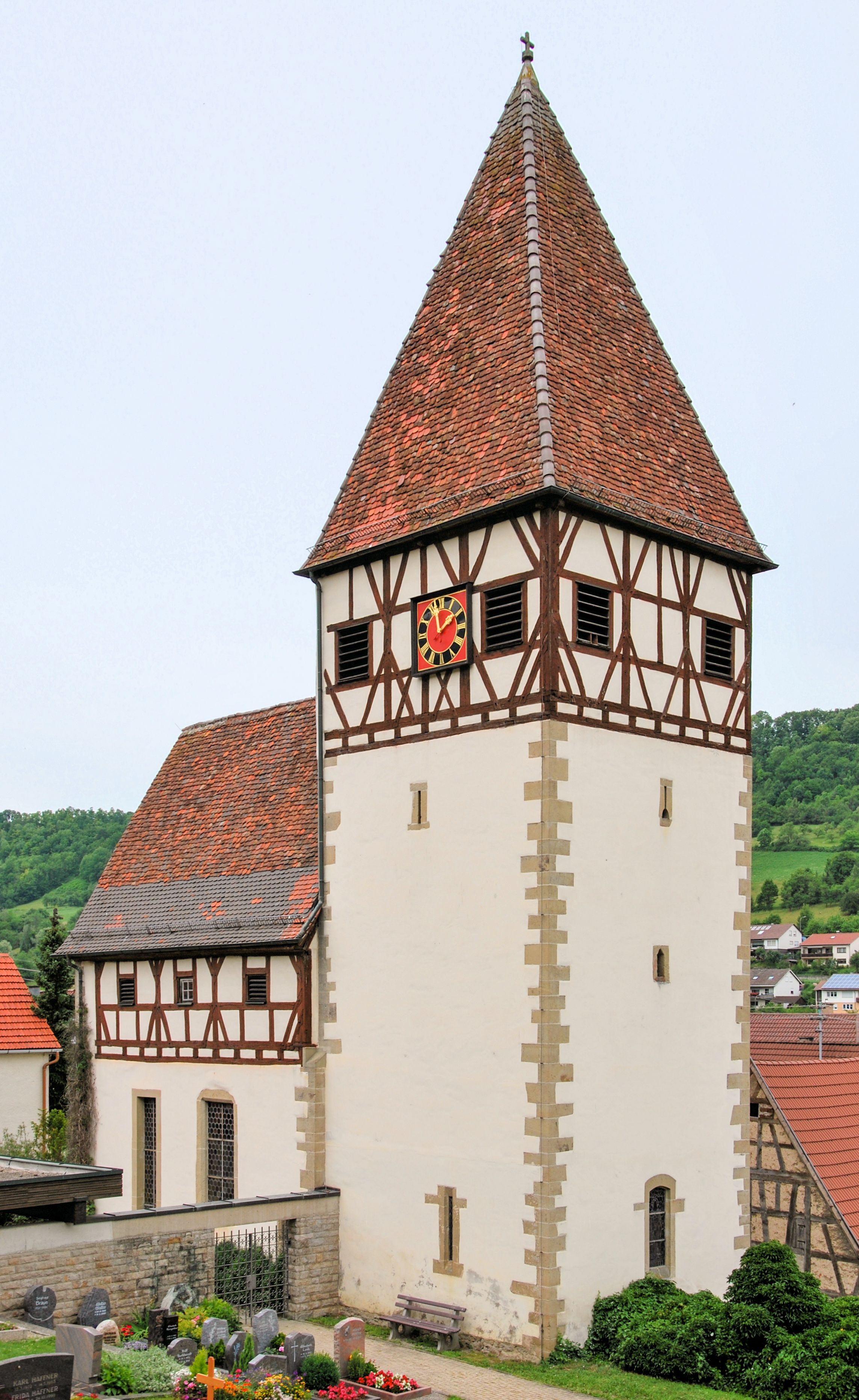
L'església fortificada de St. Alban i St. Wendelin, Alemanya
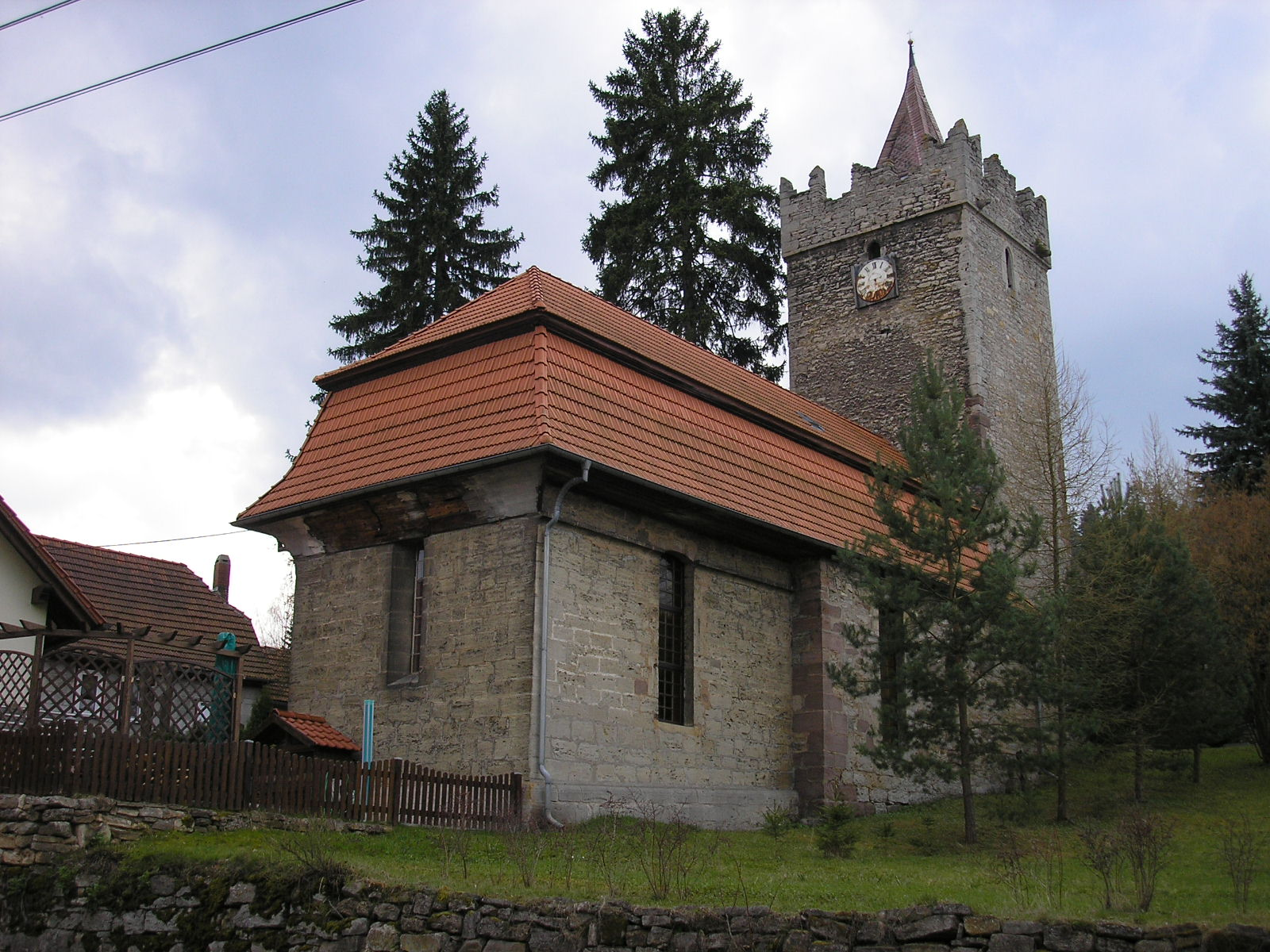
Església fortificada a Kleinbreitenbach, Alemanya
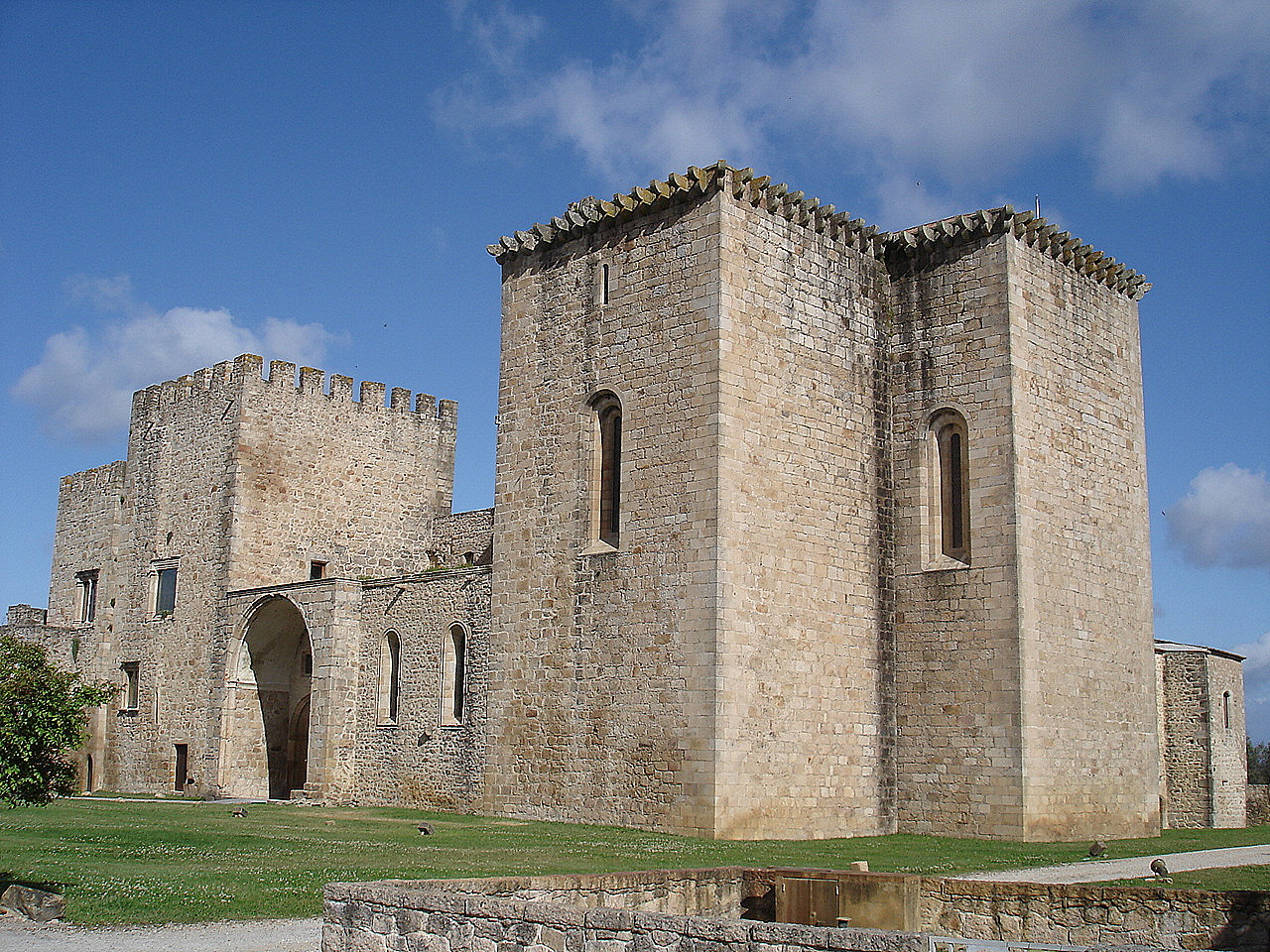
Església fortificada Flor da Rosa, Portugal
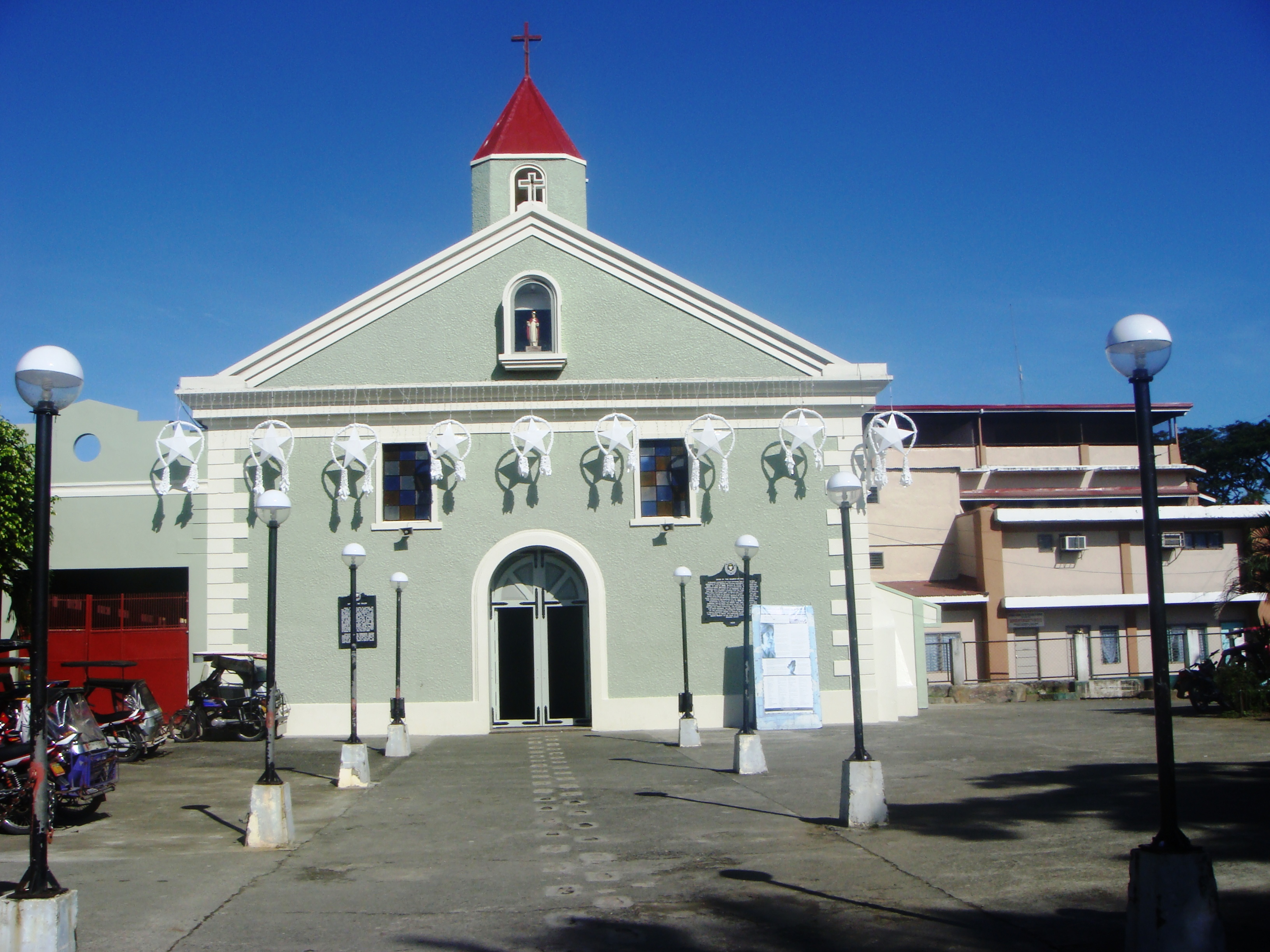
Església fortificada de Sant Lluís a Baler, Filipines.
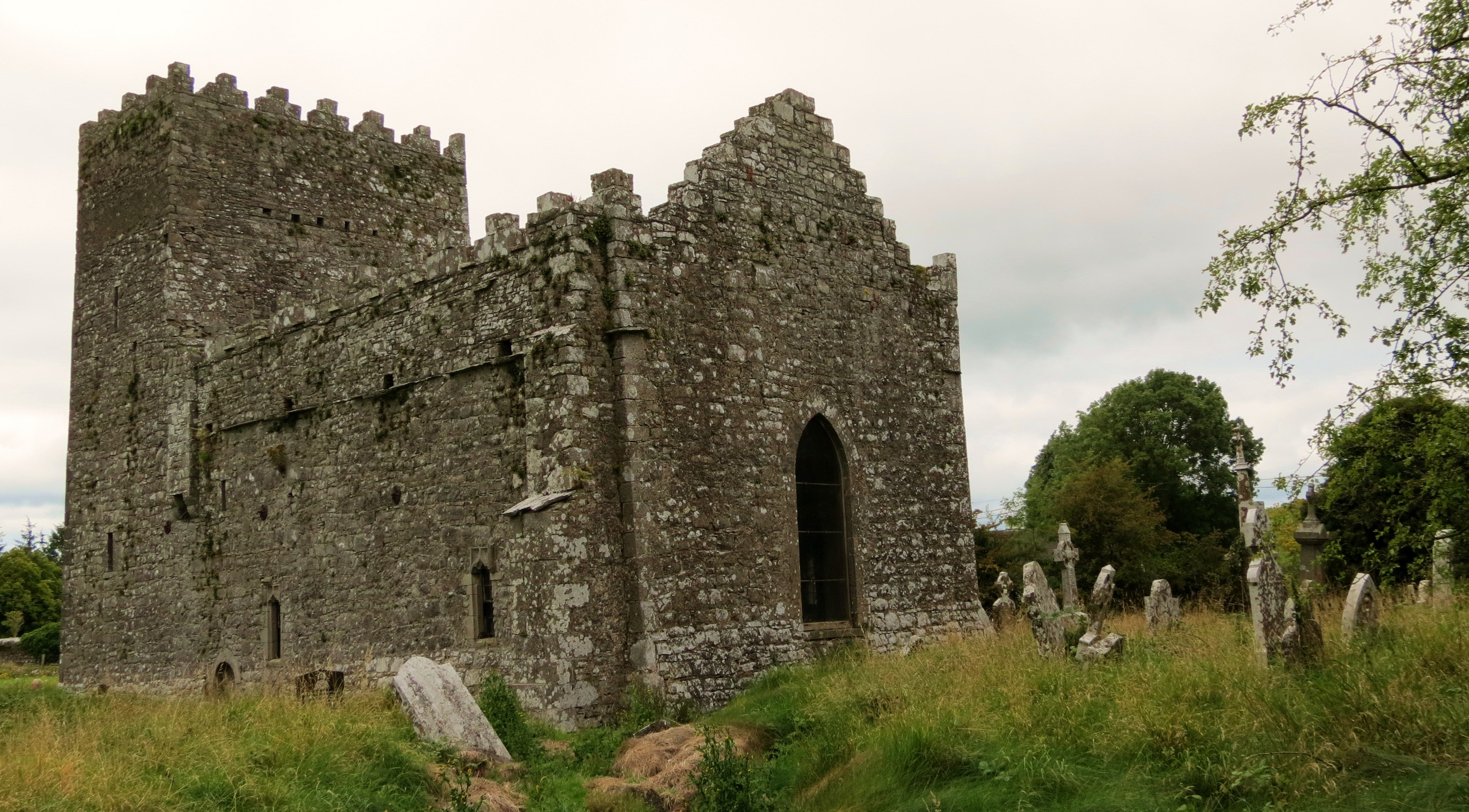
Església de Taghmon, Irlanda
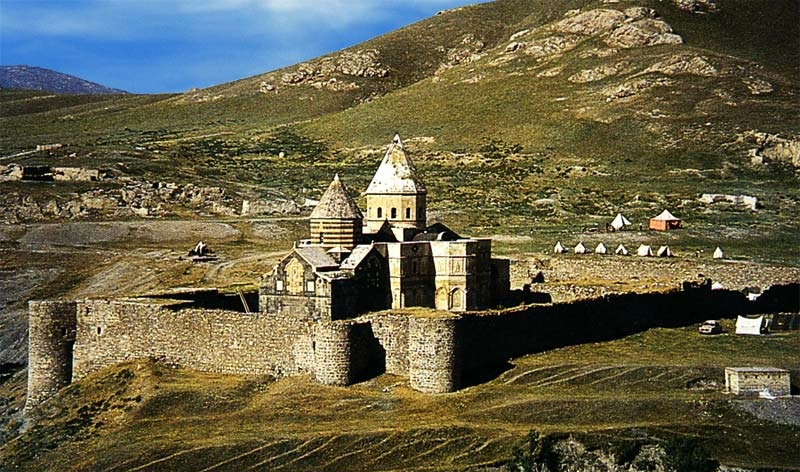
Monestir de Sant Tadeu, Iran